# Sankt Marein bei Knittelfeld
Sankt Marein bei Knittelfeld est une ancienne commune autrichienne du district de Murtal en Styrie.
Depuis le 1er janvier 2015 elle fait partie de la municipalité nouvelle de Sankt Marein-Feistritz.